# O Enigma de Kaspar Hauser
Jeder für sich und Gott gegen alle (no Brasil e em Portugal, O Enigma de Kaspar Hauser) é um filme alemão ocidental de 1974, um dos mais celebrados do diretor Werner Herzog. O trabalho, cujo título significa, em tradução literal, "Cada um por si e Deus contra todos" narra a história de Kaspar Hauser, uma criança abandonada envolta em mistério, encontrada na Alemanha Ocidental do século XIX, com alegadas ligações à família real de Baden. O filme fez parte da competição para a Palma de Ouro no Festival de Cannes 1975, onde ganhou três prêmios.
O filme de Werner Herzog é baseado no livro "Casper Hauser oder die Trägheit des Herzens", de Jakob  Wassermann, publicado em 1908, que, por sua vez, retrata o caso de um adolescente encarcerado na Alemanha do século XIX até a idade de 16 anos, quando teve seu primeiro contato verbal e social. Somente depois disso, pôde ser observado algum desenvolvimento de Kaspar Hauser na linguagem e na socialização com outros indivíduos.
Devido à aquisição tardia de uma língua materna, fora do período crítico da infância, Kasper Hauser nunca desenvolveu a competência linguística de um falante nativo, principalmente no que concerne à sintaxe. Além disso, outras habilidade sociais foram seriamente prejudicadas, ainda que ele fosse capaz de aprendizagem de disciplinas. Tal episódio demonstra a importância da linguagem no processo socializador de um indivíduo.

## Sinopse
O filme inicia mostrando um jovem acorrentado em um porão, alimentado por um homem misterioso. O prisioneiro brinca com um cavalo de madeira, e o nome do objeto é a única palavra que pronuncia: cavalo. O homem quer que o jovem aprenda a ler e a escrever então ele lhe dá papel e tinta. O jovem aprende a escrever seu nome, Kaspar Hauser.  
Depois, o misterioso homem retira Kaspar do porão durante a noite e o deixa numa cidade próxima (Nuremberg), em 1828, com uma carta para o oficial da guarda. Perplexos com a figura, os moradores o deixam prisioneiro numa torre. O rapaz não é violento e se mostra inteligente, surgindo rumores de que ele pertença à nobreza. Durante dois anos, ele amplia seu vocabulário ensinado por uma família que o ajuda e por um padre. Ele aprende facilmente música, tricô e jardinagem, mas é um fracasso em compreender as convenções da época, principalmente as ligadas à sociedade, ciência e religião. 
A apresentação do mal ou de que Deus trai o homem é tocada no Adagio de Albenoni, visualizada na natureza ao vento, desértica de homens e na impactante frase: "Cada um por si, Deus contra todos". Tudo é propositadamente paradoxal, contrastante. Não há Deus em tudo o que é Divino, num cenário que chama por Ele, onde Ele não escuta ou não quer escutar. O Adagio permanece tocando.  
Kaspar Hauser foi mantido trancado por quinze anos, provavelmente porque era herdeiro do trono em Baden, por questões de poder. Mesmo que ele não viesse a saber, era uma ameaça, já que deixava de ser um menino selvagem e começava a desenvolver a noção das coisas. 